# マーク・カネムラ
マーク・カネムラ (Mark Kanemura、1983年9月17日 － )はアメリカ合衆国のダンサー。『アメリカン・ダンスアイドル』の第4シーズンや第7シーズン、様々なミュージックビデオやコンサートへの出演、Instagramへの投稿などで知られている。

## キャリア

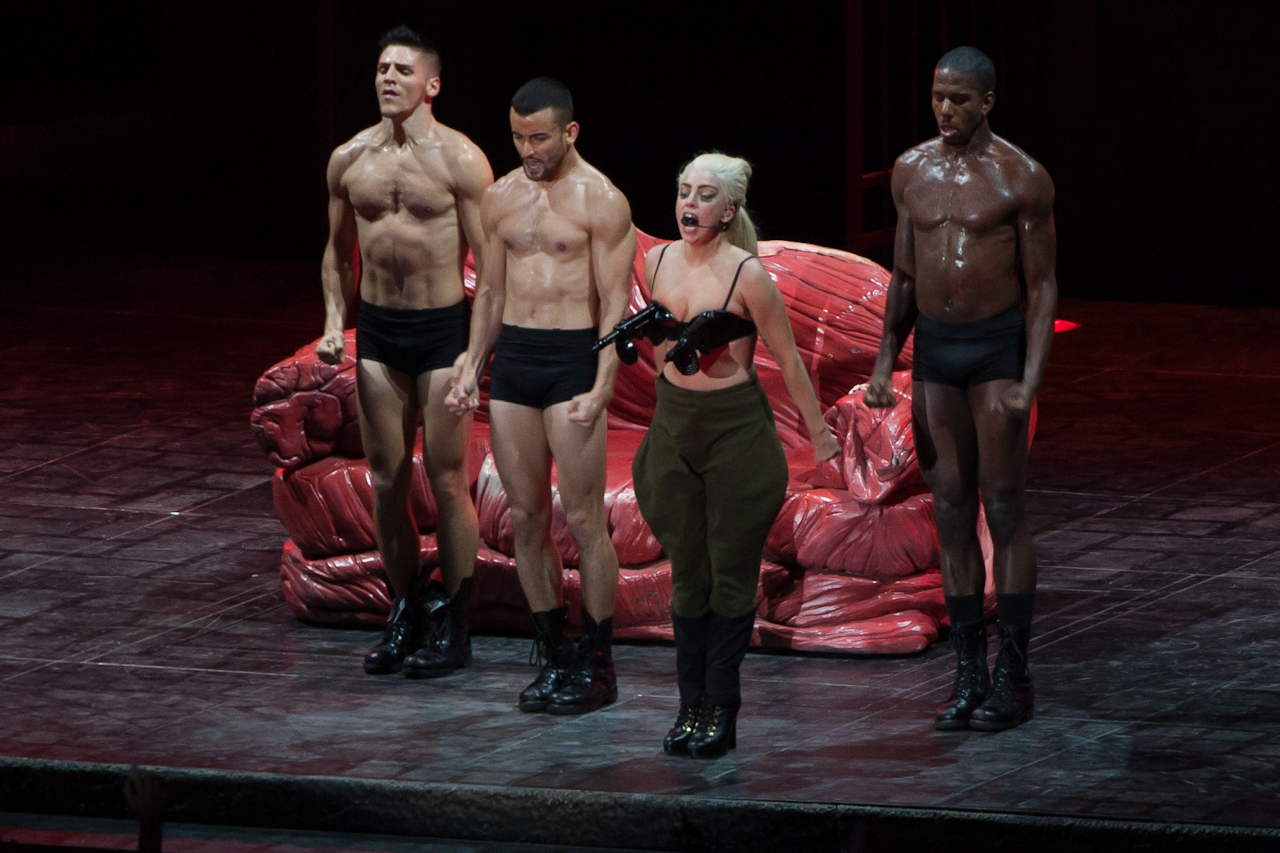
レディー・ガガとともに踊るマーク（左から2人目、2011年）

マークはホノルルで誕生した、彼の母、ノラはアメリカ領サモアで生まれた。マークは『アメリカン・ダンスアイドル』の第4シーズンでファイナリスト（トップ6）に残った。リル・ママの「トゥルーリー・イン・ラヴ」などといった数々のミュージックビデオへの出演を経て、マークはレディー・ガガのダンサーとして度々起用され、The Monster Ball Tourにも同行した。その他にも「テレフォン」「アレハンドロ」「ボーン・ディス・ウェイ」「ジューダス」のミュージックビデオに出演している。マークはジャネット・ジャクソンの「メイク・ミー」のミュージックビデオに出演したり、ケイティ・ペリーとも仕事している。
その後マークは『Glee/グリー』の第2シーズン「憧れのブリトニー・スピアーズ」にも出演。『アメリカン・ダンスアイドル』の第7シーズンにも再登場した。マークはYouTuberのマイケル・ヘンリーの『ネイルド』にも出演経験がある。『ル・ポールのドラァグ・レース』ではダンサーと振付を務めた。2018年にはカーリー・レイ・ジェプセンのいくつかのミュージックビデオでも踊っている。マークのInstagramでの投稿は度々拡散されて話題になる。ウィッグの早替えでも知られている。
2023年5月には児童書『アイ・アム・ア・レインボー』を発表。

## 受賞とノミネート
| 受賞年 | カテゴリー                              | ノミネート | 結果 | 出典   |
| ------ | --------------------------------------- | ---------- | ---- | ------ |
| 2020   | Queerties’ Favorite Social Media follow | 本人       | 受賞 | [ 10 ] |

## フィルモグラフィ
- Tongue Thai'd